# Xeris
Xeris es un género de avispillas de la madera del suborden Symphyta encontrado en Norteamérica y Eurasia. Achille Costa circumscribió el género en 1894. Se alimentan especialmente de Pinaceae.

## Sinónimos
En 1987, Malkiat S. Saini y Devinder Singh circumscribieron un nuevo género, Neoxeris al describir una nueva especie que llamaron Neoxeris melanocephala. En 2012, N. melanocephala fue transferida a Xeris, y Neoxeris se volvió un sinónimo más moderno.

## Distribución
Xeris se encuentra en Norteamérica y Eurasia.: 42 

## Especies
A 2015, Xeris consiste de 16 especies:
X. caudatus

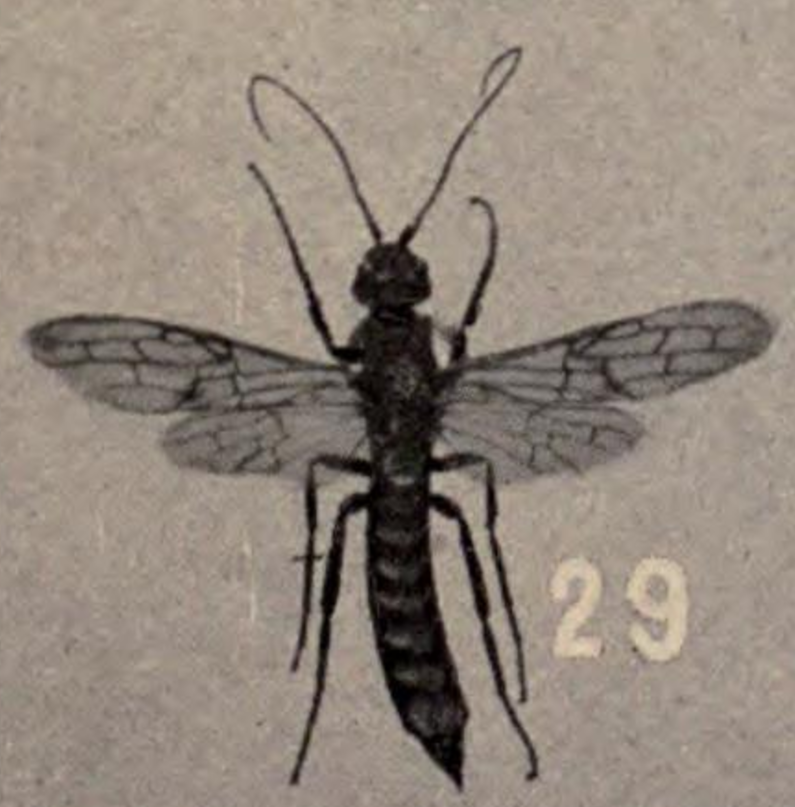
X. caudatus.

Xeris caudatus (Cresson, 1865) originalmente colocada en el género Urocerus por Ezra Townsend Cresson. Su localidad tipo es el territorio de Colorado.
X. chiricahua
Xeris chiricahua Smith, 2012 descrita por David R. Smith. Localidad tipo es Rustler Park, Chiricahua Mountains, Arizona.: 251–252 
X. cobosi
Xeris cobosi Viedma & Suárez, 1961 descrita por M. G. de Viedma y F. J. Suárez como subespecie de X. spectrum. Se la trasladó a especie en 2015. Su localidad tipo es Tizi-Ifri, Marruecos.: 48–50 
X. degrooti
Xeris degrooti Goulet, 2015 descrita por Henri Goulet en 2015. Localidad tipo es Pennington County, South Dakota.: 51–53 
X. himalayensis
Xeris himalayensis
Bradley, 1934 descrita por James Chester Bradley en 1934. Localidad tipo es Deoban, Chakrata, India. In 2015, se la considera el sinónimo más antiguo de X. melanocephalus (Saini and Singh, 1987), localidad tipo Dalhousie, India.: 53–57 
X. indecisus
Xeris indecisus (MacGillivray, 1893) descrita por MacGillivray como una especie en Urocerus. Localidad tipo es cerca de Olympia, Washington.: 253–258 
X. malaisei
Xeris malaisei Maa, 1949 descrita en 2015.: 63–67 
X. melancholicus

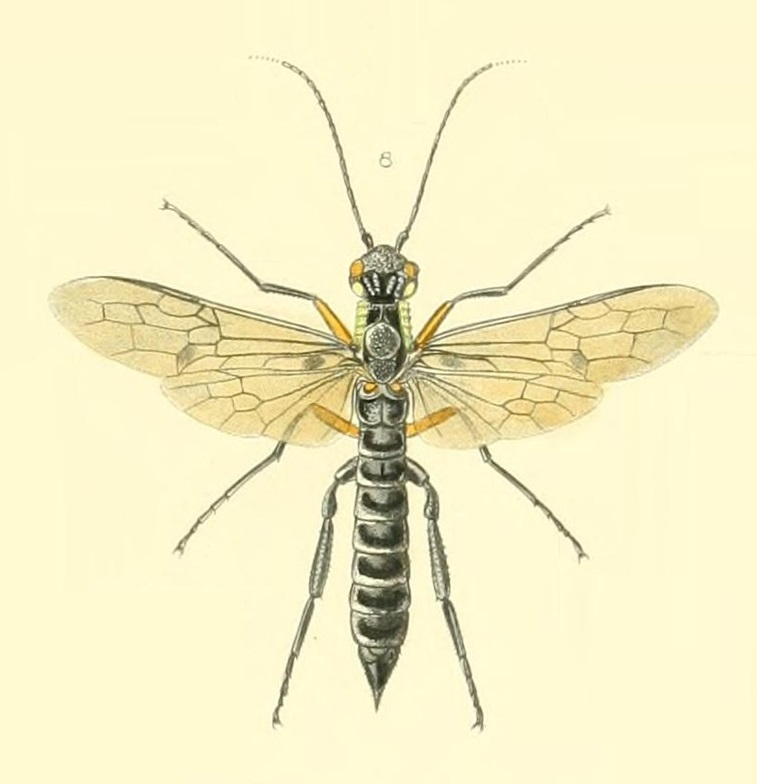
X. melancholicus.

Xeris melancholicus (Westwood, 1874) descrita por John O. Westwood. Local tipo es "America Septentrionalis".
X. morrisoni
Xeris morrisoni (Cresson, 1880) descrita por Ezra Townsend Cresson en 1880.: 35 
X. pallicoxae
Xeris pallicoxae Goulet, 2015 descrita por Henri Goulet in 2015.: 74–80 
X. spectrum
Xeris spectrum (Linnaeus, 1758) descrita por Carl Linnaeus in 1758. Costa la designó como la especie tipo del género Xeris.
X. tarsalis
Xeris tarsalis (Cresson, 1880) descrita por Ezra Townsend Cresson en 1880. Localidad tipo es el estado de Washington.: 52 
X. tropicalis
Xeris tropicalis Goulet, 2012 descrita por Henri Goulet in 2012. Localidad tipo es San Cristóbal de las Casas,  en el sur de México.: 267–286 
X. umbra
Xeris umbra Goulet, 2015 descrita por Henri Goulet in 2015; localidad tipo es Yunnan Province.: 95–98 
X. xanthoceros
Xeris xanthoceros
Goulet, 2015 descrita por Henri Goulet in 2015. Localidad tipo es Yunnan, China.: 95–98 
X. xylocola
Xeris xylocola Goulet, 2015 descrita por Henri Goulet in 2015. Localidad tipo es Houaphanh Province, Laos.: 98–100 